# Podgórze (sielsowiet Indura)
Podgórze – dawny folwark, położony w miejscu leżącym obecnie na Białorusi,  w obwodzie grodzieńskim, w rejonie grodzieńskim, w sielsowiecie Indura.
W dwudziestoleciu międzywojennym folwark leżał w Polsce, w województwie białostockim, w powiecie grodzieńskim, w gminie Indura.
Według Powszechnego Spisu Ludności z 1921 roku ówczesny folwark zamieszkiwało 37 osób, 36 było wyznania rzymskokatolickiego a 1 prawosławnego. Jednocześnie 36 mieszkańców zadeklarowało polską przynależność narodową a 1 białoruską. Były tu 3 budynki mieszkalne.
Miejscowość należała do parafii rzymskokatolickiej i parafii prawosławnej w Indurze.
Podlegała pod Sąd Grodzki w Indurze i Okręgowy w Grodnie; właściwy urząd pocztowy mieścił się w Indurze.